# Saint-Sauvant (Vienne)
Saint-Sauvant – miejscowość i gmina we Francji, w regionie Nowa Akwitania, w departamencie Vienne.
Według danych na rok 1990 gminę zamieszkiwało 1 315 osób, a gęstość zaludnienia wynosiła 22 osoby/km² (wśród 1467 gmin regionu Poitou-Charentes, Saint-Sauvant plasuje się na 220. miejscu pod względem liczby ludności, natomiast pod względem powierzchni na miejscu 18.).